# Scytalopus fuscus
Scytalopus fuscus là một loài chim trong họ Rhinocryptidae.